# Miracle (film)
Miracle is een Amerikaanse film uit 2004, geregisseerd door Gavin O'Connor.
De film gaat over coach Herb Brooks die, tegen de verwachting in, het Amerikaanse olympisch ijshockeyteam naar de overwinning bracht tijdens de Olympische Winterspelen in 1980. De hoofdrol wordt gespeeld door Kurt Russell.